# Córdoba de Calchaquí
Córdoba de Calchaquí o Córdoba del Calchaquí fue una ciudad fundada por los conquistadores españoles en el centro de los Valles Calchaquíes (actual territorio de la provincia de Salta, Argentina)  por Juan Pérez de Zurita en el año 1559. Fue destruida y arrasada por los habitantes del territorio, liderados por el cacique Juan Calchaquí en el año 1562, en el marco de las Guerras calchaquíes.

## Fundación
Cuando en 1558 llegó desde Chile el nuevo gobernador Juan Pérez de Zurita, advirtió que la presencia española en el Tucumán resultaría casi imposible de mantener sin el acuerdo y consentimiento del jefe aborigen Juan Calchaquí, cacique de los diaguitas de la región.
Fue entonces cuando dos de los más célebres capitanes de Zurita, Julián Sedeño y Hernán Mejía de Mirabal, tomaron prisionero a Chumbicha, hermano de Juan Calchaquí, lo que obligó a este último a dialogar.
Pudieron hacer así un tratado de paz, en virtud del cual Chumbicha fue liberado y escoltado hasta su pueblo con los honores debidos a un príncipe. Impresionado por esta conducta, Juan Calchaquí tomó afecto por el general español y una admiración cercana a la devoción y accedió a bautizarse, adoptando el nombre de su amigo y padrino, es decir Juan.
Cedió además tierras para la fundación de una ciudad, que tuvo lugar en marzo de 1559, y a la que Juan Pérez de Zurita nombró Córdoba de Calchaquí, en un doble homenaje a su tierra natal y a su aliado.
Se cree que su emplazamiento fue en el actual Fuerte Quemado de Santa María. Según el Oidor Juan Matienzo, se ubicaba a 6 leguas al sur de Angastaco y 5 al norte de Tolombón, que daría a la altura de San Carlos, actual provincia de Salta.

## Conflicto con los calchaquíes
Lamentablemente, una torpe actitud para con el cacique de parte del sucesor de Zurita, Gregorio de Castañeda, quebró la paz y desató la guerra. En una discusión con el cacique le propinó una bofetada, lo que tuvo por respuesta una feroz invasión de los diaguitas 
A partir de 1561 distintas parcialidades confederadas con Juan Calchaquí, avanzaron, atacaron y destruyeron las ciudades de Londres, Cañete, Córdoba de Calchaquí y Nieva, matando a sus vecinos. Todas estas ciudades habían sido fundadas por Juan Pérez de Zurita.
Los frutos de la paciente y esforzada labor de Zurita se perdieron así merced a la torpeza de Castañeda. La única ciudad del Tucumán que quedó en pie fue Santiago del Estero, cuyos pobladores sufrieron grandes penurias para mantenerla.

## Destrucción de la ciudad
Debido a la actitud autoritaria mostrada por los españoles, Juan Calchaquí se opuso a que los españoles se instalaran en el territorio de los calchaquíes. Las ciudades de Londres y Cañete fueron abandonadas, de modo que Córdoba de Calchaquí quedó sola en los valles, habitada por apenas treinta y un vecinos de la ciudad, sus mujeres, hijos y sirvientes.
Los calchaquíes, liderados por Juan Calchaquí, atacaron el fuerte el 22 de noviembre de 1562. Los españoles aguantaron una semana pero, al quedarse sin agua, una noche huyeron todos con la ilusión de llegar a Charcas, perseguidos por los indígenas. En esa fuga algunos españoles abandonaron a sus hijos y mujeres, que fueron tomados cautivos. 
Cuando los fugitivos pasaron por Nieva sus escasos pobladores se les unieron en la fuga. Gregorio de Castañeda se guareció en Santiago del Estero y finalmente huyó a Chile. Con la desaparición de Córdoba de Calchaquí terminó, en diciembre de 1562, la Primera Guerra Calchaquí. De cinco ciudades que llegó a tener el Tucumán, quedó nuevamente con sólo una: Santiago del Estero.
La historiografía española considera a esta guerra como "una de las mayores tragedias de nuestra historia". La destrucción de estas ciudades y la guerra con los calchaquíes provocó la decisión del rey Felipe II de España en 1563 de separar el Tucumán de Chile para crear una nueva gobernación dependiente del Virreinato del Perú.